# Siete emblemas de la Universidad de Salamanca

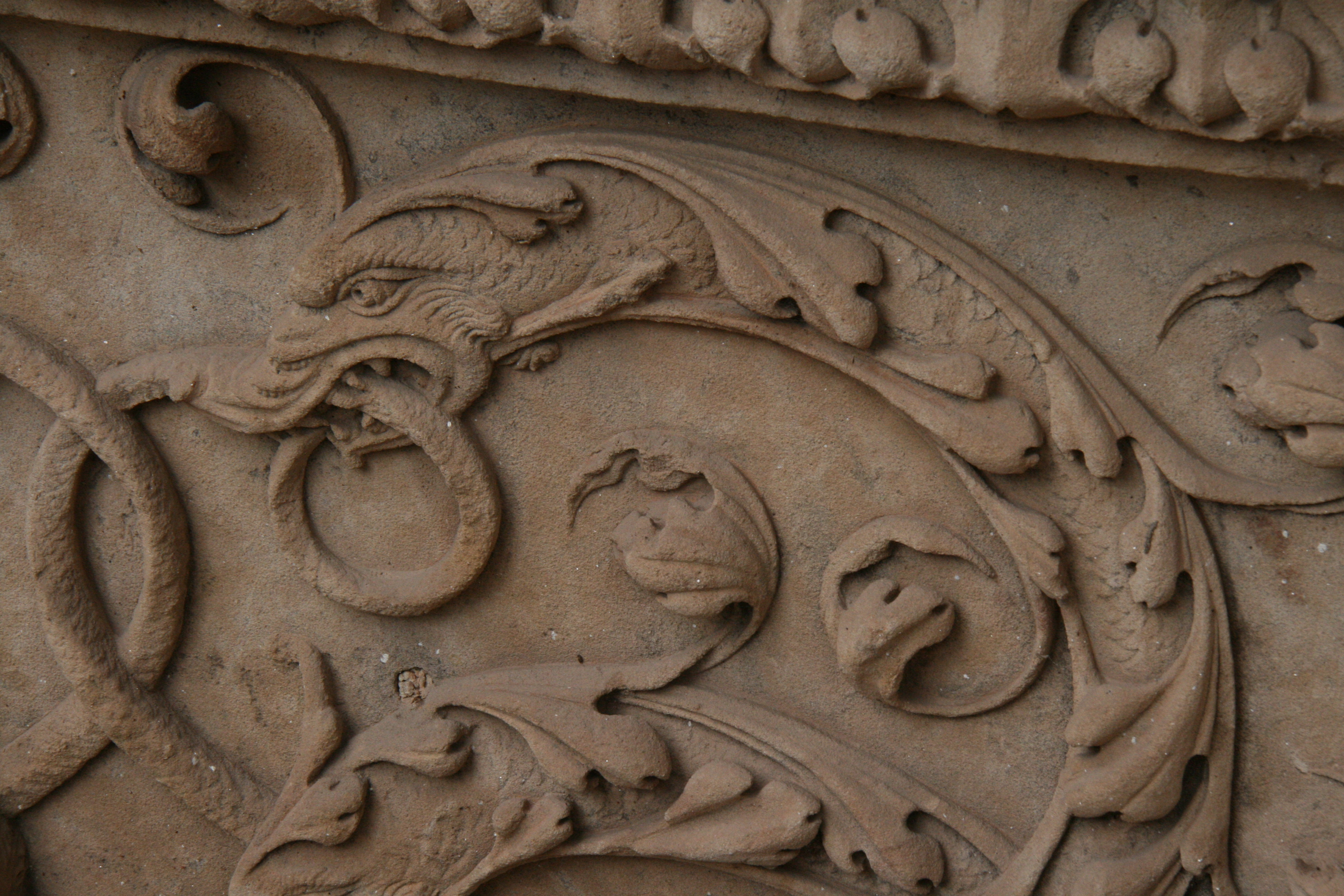
Detalle de las serpientes de Serapis enroscadas, este séptimo emblema de la derecha es en opinión de expertos el primero en ser leído, siguiendo el sentido de derecha a izquierda.

Los siete emblemas de la Universidad de Salamanca se encuentran ubicados en el interior del patio del edificio del las Escuelas Mayores de  la Universidad. Dispuestos en el antepecho de los siete ventanales exteriores de la segunda planta del claustro, en la parte correspondiente a la biblioteca de la Universidad. Se puede ver cada uno de ellos, labrado en piedra franca de las canteras de Villamayor. 
Se trata de una expresión que se encuadra artísticamente dentro del renacimiento español. Tallados en forma de siete emblemas, todos ellos anónimos. Se estima que fueron diseñados aproximadamente en el primer tercio del siglo XVI. Su disposición y significado se han atribuido a Juan de Álava. Cinco de ellos se interpretan siguiendo la obra del Sueño de Polífilo (Poliphili Hypnerotomachia), una novela alegórica publicada por Francisco de Colonna en el año 1499. Una de las primeras interpretaciones es la de ilustrar las virtudes que acompañan a la sabiduría. Los estudios sobre su significado se comenzaron a mediados del siglo XX. Se trata de un discurso alegórico sobre el amor. Es uno de los ejemplos de la emblemática española del siglo XVI. En la actualidad se engloban los siete emblemas en un discurso alegórico global, relativo a las virtudes de un regente como lo era Carlos V, junto con las representaciones de la fachada de la Universidad y la escalera.

## Características
El antepecho del claustro del edificio de la Universidad de Salamanca posee un ejemplo de siete jeroglíficos renacentistas. Su elaboración se data entre los años 1525 y 1530. En el siglo XVI sólo estaba construida la galería que lleva la biblioteca. 

### El entorno y su ubicación
El edificio de la Universidad posee diversas obras alegóricas en la fachada exterior, concretamente en su Fachada Rica, siendo la rana sobre la calavera una de sus expresiones más populares y visitadas de la ciudad. En el interior del edificio de la Universidad los relieves (externos e internos) de la escalera que permite subir a la segunda planta del patio resultan ser un ejemplo de decoración alegórica que hace mención a las virtudes de ambos sexos, así como una descripción de las actitudes deseables en el matrimonio por parte de cada cónyuge. En el antepecho del claustro, en el lateral que va a dar a la biblioteca, aparecen debajo de cada ventana unos bajorrelieves, en total siete, consistentes en una distribución de pequeñas figuras dispersas y acompañadas cada una de ellas de unas inscripciones en latín. Las letras son apenas legibles por haber desaparecido con el tiempo los rellenos de metal que antes las rellenaban. Cada ventana del antepecho del patio superior posee relieves, en su interior y en su exterior. Los denominados emblemas, o enigmas, se encuentran en el exterior.

### Estudios
El primer estudioso de los enigmas fue el profesor Sánchez Reyes en 1931. El primero que identificó la fuente de uno de los enigmas (el segundo) relacionándolos con la Poliphili Hypnerotomachia fue el profesor D. Angulo. En 1952 Sánchez Reyes retoma los trabajos de descifrado y siguiendo una copia veneciana de los Hypnerotomachia llega a relacionar otros cuatro enigmas. Tras unas décadas, ya en 1973 en su obra sobre los programas humanísticos, los estudiosos S. Sebastián y L. Cortés Vázquez se aventuran a nominar al mentor intelectual de los siete enigmas, anunciando que se trata del catedrático y rector andaluz Fernán Pérez de Oliva. En 1983 Pilar Pedraza desvela el correcto significado del tercer enigma, mal interpretado con antelación, y publica un artículo en el que describe el conjunto de los siete.

### El autor
Se sabe que el encargado de elaborar este conjunto de enigmas quiso proporcionar un significado a las generaciones posteriores, mediante una compleja secuencia de enigmas, que, inspirados inicialmente en la Hypnerotomachia', dota al conjunto de un nuevo significado. Se sabe que fue un humanista español buen conocedor de la filosofía de Aristóteles. Los argumentos para asignar tal autoría al andaluz Fernán Pérez de Oliva son convincentes. Pérez de Oliva era un aficionado a los enigmas (en concreto a los jeroglíficos renacentistas italianos), al latín vulgar, catedrático de Teología Moral. Los trabajos de Fernán se centrarían en poner orden en los enigmas del inmenso incunable de los enigmas del Hypnerotomachia de Francesco Colonna dándoles un nuevo significado, organizando la secuencia de los mismos, añadiendo lemas de otras fuentes. El autor de los jeroglíficos conocía perfectamente la obra de Horapolo, y en algunos de los enigmas logra ligar el simbolismo de Horapolo con textos de poetas latinos (en el segundo, tercero y séptimo).

### El mensaje
La organización de los siete enigmas se fija en la idea de la moral aristotélica del justo medio. Durante el quattrocento se tenía la idea de que los filósofos antiguos habían poseído una especial sabiduría sobre las cuestiones trascendentales. Este conocimiento privilegiado y secreto se esculpió en los edificios en forma de jeroglíficos (letras sagradas), exponiéndose libremente a la vista de las personas. De esta forma un obelisco, o el frontispicio de un templo romano, cualquiera que fuese esculpido con estos signos, era un espacio lleno de filosofía esotérica, compendio de algún saber oculto. Era creencia común de que con suficiente paciencia, estudio y trabajo se podían descifrar tales enigmas y revelar su sabiduría. De esta forma los tratados de Horapolo, Pierio Valeriano y Colona van dando claves en sus obras respectivas para traducir los jeroglíficos expuestos.

### La estructura
En los jeroglíficos renacentistas, el lema no tiene valor independiente del cuerpo gráfico. Se añade, proporcionando una traducción redundante. Algunos de ellos (primero, segundo, tercero) poseen una estructura doble separada en dos secciones.

## Primer emblema
El primero de los emblemas encuentra su explicación en el capítulo X del Poliphili Hypnerotomachia (Sueño de Polífilo), las figuras representadas se encuentran en la edición XXXX del Sueño y son las que inspiraron al diseñador del tallado del emblema. La estructura del enigma es doble, separada en dos secciones. La sección de la izquierda posee una forma similar al de una medalla, de aspecto circular. En él se puede ver a dos amorcillos alados (erotes) que sostienen entre ambos una especie de corazón o bola que ocupa el centro del emblema. Ambos amorcillos parecen estar sumergidos en un líquido parecido al agua. La sección de la derecha posee en su espacio la representación de una mujer vestida con una túnica larga, aparece sentada en una especie de taburete de tres patas. A pesar de todo ella aparece inestable. La mujer sostiene en la mano derecha un par de alas, mientras que en la izquierda tiene una tortuga o galápago. Contrariamente, la pierna derecha tapada por la túnica parece asentada, mientras que la pierna izquierda aparece desnuda como si la mujer pretendiera iniciar la marcha.o

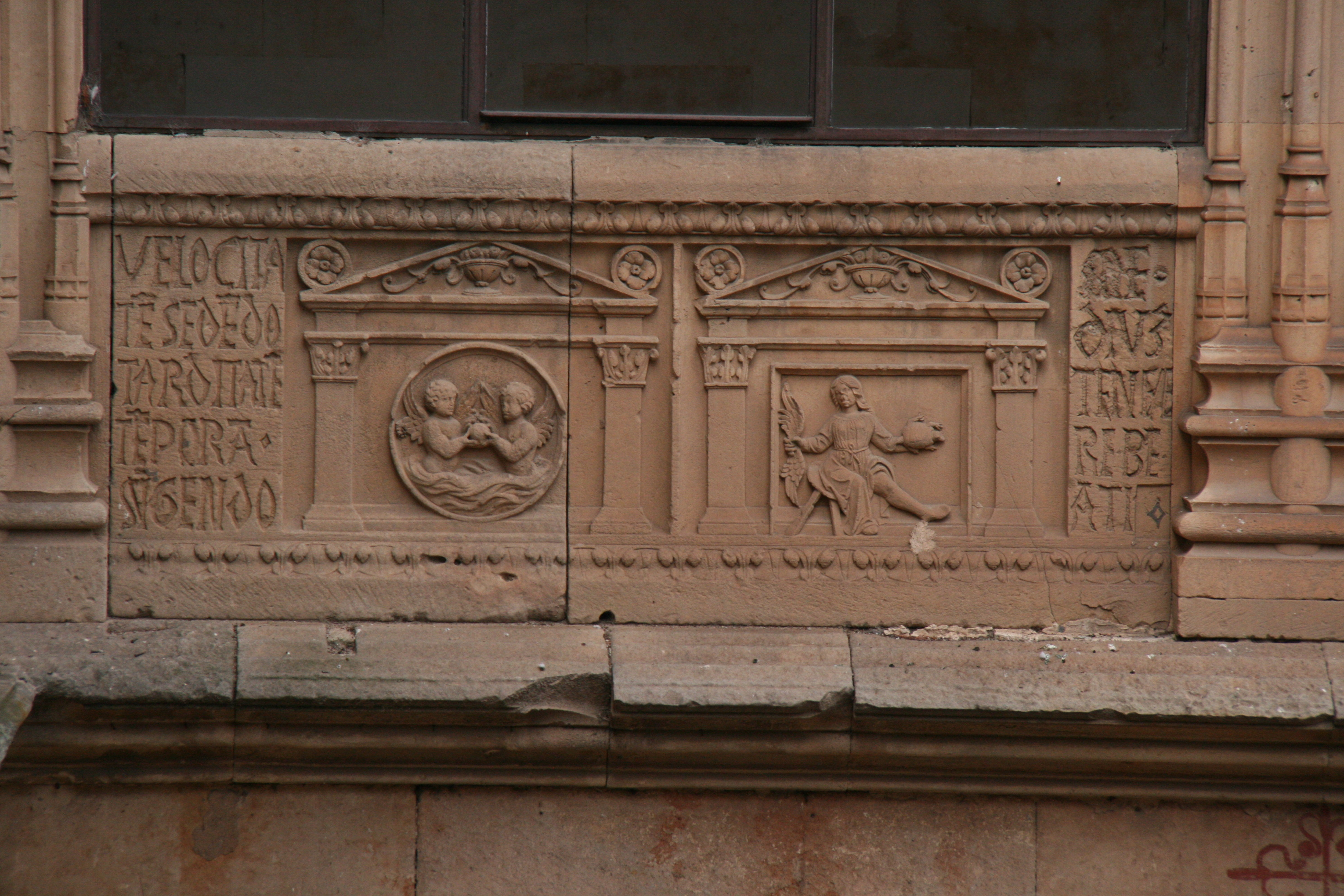
Primer emblema: "Sé prudente"

A la izquierda de este primer enigma aparece un lema latino en letras mayúsculas y de disposición irregular que se enuncia como:

VELOCITA/TE(M) SEDE(N)DO TARDITATE(M) TE(M)PERA SV(R)GENDO

La expresión latina de la sección izquierda se transcribe como: "velocitatem sedendo tarditatem tempera surgendo" y se puede traducir como un consejo moral: "modera tu velocidad sentándote y tu tardanza moviéndote (surgiendo)". La «E» de «TEMPERA» está corregida en la cantería y cabe la posibilidad de que los canteros entendieran la palabra «TEMPORA» y al descubrir el error tuvieran que verse obligados a poner la E. El lema latino de la sección derecha, reza:

MEDIVM TENVE/RE BE/ATI

El lema de la sección derecha "medium tenvere beati" viene a indicar que "Los bienaventurados (o felices) conservaron el punto medio". Lo peor en la composición de este emblema es el supuesto descuido de los canteros de la época, y es que los lemas se encuentran ciertamente cambiados de sitio: el que menciona "velocitatem …(…)" debería estar junto a la mujer, mientras que el "medium tenuere … (…)" debería pertenecer a los amorcillos. Existen otras diferencias formales con la representación de Poliphili Hypnerotomachia y es que en el libro aparecen sobre frisos dos páteras, mientras que en los relieves salmantinos pueden verse dos acróteras. 
La imagen de dos amorcillos (beati) sujetando (tenuere) una pelota que se encuentra ubicada en el centro (medium) de la circunferencia posee una explicación clara en la filosofía de Aristóteles. La imagen de la mujer posee un claro contraste entre la actitud de sus miembros superiores e inferiores, y se puede observar cómo la pierna en actitud de movimiento sostiene un símbolo de tarditas (la tortuga), mientras que la pierna reposada sostiene a su misma altura un símbolo de velocitas (las alas). La prudencia suele representarse en la iconografía como una mujer. El significado de este emblema suele ser una variante del "festina lente" latino (traducido como apresúrate despacio). Esta idea se representa igualmente en el sexto enigma de la serie salmantina.

## Segundo emblema
El segundo de los emblemas encuentra su explicación en capítulo XXII del Sueño de Polífilo, siendo las figuras las incluidas en el capítulo XIV del mismo texto. Tal y como explica el profesor Angulo, este jeroglífico no es un enigma propiamente dicho. La concordancia con el tema de los enigmas vecinos queda fuera de lugar. Representa una de las escenas que adornan al carro de triunfo de Europa en el desfile de los amores de Júpiter. Colonna lo describe en el propio texto de su obra titulada el Sueño de Polífilo, (Poliphili Hypnerotomachia) como:

En el frente anterior del (carro) vi a Cupido con una innumerable caterva de diversas gentes heridas, que se admiraban de que él alzase su arco hacia lo alto del Olimpo. En el frente posterior vi a Marte ante el trono del magno Jove, lamentándose de que el niño hubiera herido su impenetrable coraza. Y el benigno Señor le mostraba su pecho herido. Y en la mano, con el brazo extendido, sostenía el siguiente letrero: NADIE.
Nel frente anteriore, Cupidine uidi cu(m) inumera Caterua di promiscua ge(n)te uulnerata, mirabo(n)di che egli tirasse larco sua uerso lalto olympo. In nel fronte posteriore, Marte mirai dinanti al throno del magno Ioue, Lamenta(n)tise che el filiolo la i(m)penetrabile thraca sua egli la hauesse lacerata. Et el benigno, signore el suo uulnerato pecto gli mostraua. Et nellaltra mano extenso el brachio teniua scripto, NEMO.
Sueño de Polífilo, Poliphili Hypnerotomachia de Colonna, fol IV, I

El segundo emblema se compone de dos secciones, al igual que el primero, y en el de la izquierda aparece un cupido desafiante habiendo disparando en mitad del campo una flecha al cielo estrellado. En este mismo enigma de la izquierda se puede ver como la fecha ha seguido su trayectoria y se puede ver clavada en el cielo ante el completo asombro de la gente que le rodea. En la segunda sección del enigma se puede ver como Marte acompaña a cupido orgulloso a la presencia de Júpiter portando un estandarte con el título de NEMO ("nadie"). Júpiter se encuentra sentado en su trono.

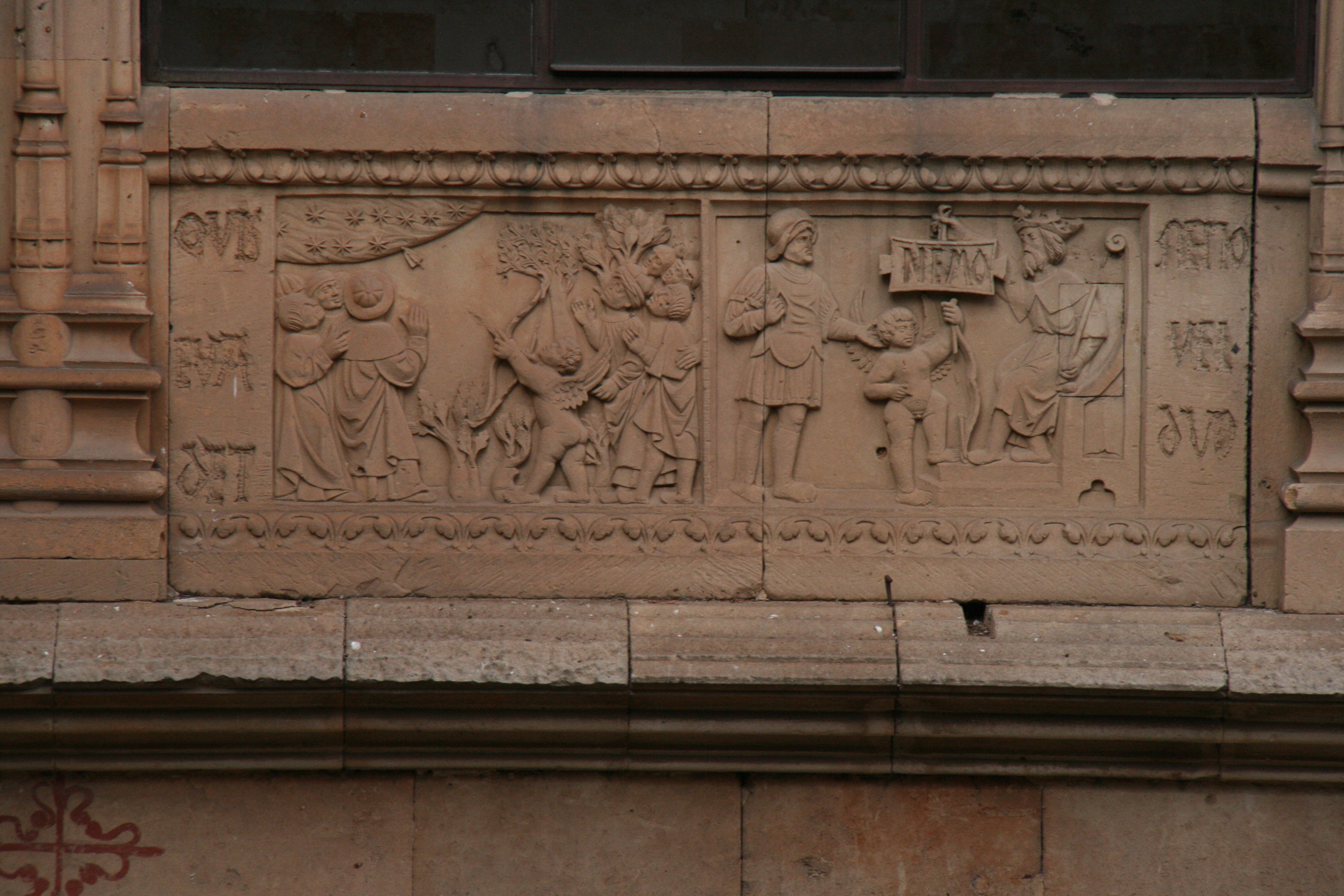
Segundo emblema: "el amor gobierna el universo y alcanza a los propios dioses.

La sección de la izquierda posee un lema latino que se enuncia de la siguiente forma:

QUIS EVA/DE(N)T

Es decri "quis evadet" parece traducirse como: "¿Quién puede evadirse (del Amor)?". Cupido en este emblema representa al amor. En la sección derecha del emblema con el cupido en presencia de Marte y Júpiter, se puede leer:

NEMO VEL DVO

Es decir "Nemo vel duo", que se traduce en "ninguno de nosotros dos". La traducción más completa podría ser: "nadie puede escapar del Amor, ni siquiera nosotros dos" y se refiere a los dioses mitológicos: Marte y Júpiter. En este enigma los dos dioses representan a la guerra y el poder respectivamente. Ciertos autores señalan que la traducción, o moraleja del emblema es que: el amor gobierna el universo y alcanza a los propios dioses.

## Tercer emblema
El tercero de los emblemas, al igual que los dos anteriores, posee una estructura doble. Ambas secciones se encuentran separadas por una especie de candelabro ornamental. En la sección izquierda se encuentra un monstruo de tres cabezas. Se ha identificado que la de la izquierda es la de un lobo, la del centro un león y la de la derecha un perro. Cada cabeza parece tener flotando sobre ella un prospecto en forma de filacteria. El monstruo posee cuerpo humano y va vestido con una túnica. Las patas van rematadas en pezuñas. El monstruo sujeta en su mano derecha una esfera armilar, y de sus hombros se desliza una serpiente con la boca abierta. La segunda sección del emblema, a la derecha del candelabro

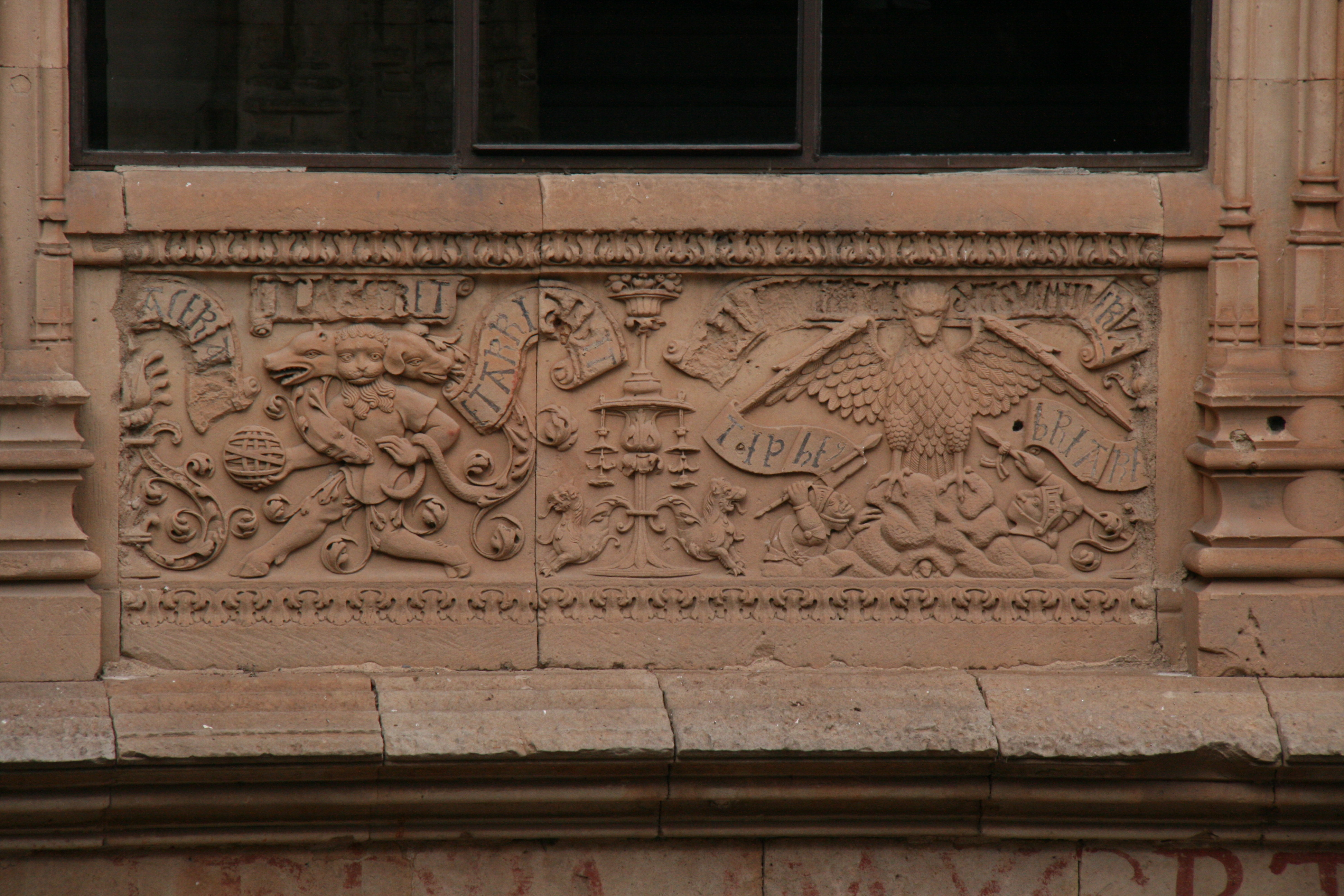
Tercer emblema: "el tiempo pasa rápido",

En la actualidad no puede leerse claramente las inscripciones latinas de las tres filacterias. Sobre todo la central, que aparece completamente destruida. En su momento el profesor Sánchez Reyes pudo describir como:

LACERAVIT (izquierda) ET CA(N)TERET (centro) ET ARRIDEVIT (derecha)

La escritura "lacerabit et conteret et arridebit" se traduce como: "herirá, triturará y sonreirá". Algunos autores identificaron al monstruo con el Can Cerbero pero esto fue negado. Se identificó con el monstruo que acompaña al dios Serapis. Identificado como las Saturnalia de Macrobio. Este ser imaginario aparece en el Sueño de Polífilo, (Poliphili Hypnerotomachia) entre los emblemas y trofeos que portan las ninfas de Citerea en el triunfo de Cupido. La triple cabeza del monstruo de Serapis: loblo-león-perro aparece rodeada por una serpiente que se muerde la cola. De todos los escritores del Quattrocento, el que mejor describe este monstruo de Serapis es Piero Valeriano, que establece el paralelismo entre el lobo (pasado), león (presente) y perro (futuro). La serpiente no es nada más que un acento reforzante de la idea del paso del tiempo. Lo mismo ocurre con la esfera armilar que sostiene el monstruo con su mano derecha. Se trata de una indicación que recuerda el paso del tiempo. 
En la actualidad la ficlacteria de la sección de la derecha del emblema es completamente ilegible.

TV NIHIL INVITA ET FACIES DICESVE

Que escrita es como "tu nihil invicta et facies dicesve" que se identifica con la epístola a los Pisones (verso 385) de Horacio, Al aparecer en esta epístola como "nihil inuita dices faciesve Minerva" se confundió el águila con la lechuza, símbolo de Minerva. Hace mención a la Razón o Naturaleza. La traducción es: "No harás ni dirás nada contrario a la Naturaleza". Sobre las cabezas de los dos soldados aparecen las inscripciones de "TIPHEVS" (a la izquierda), y "BRIAREVS" (a la derecha). Que se identifican con los Titanes que se rebelaron y quisieron destronar a Júpiter del Monte Olimpo. La revuelta (Titanomaquia) es aplacada por Hércules con ayuda de los olímpicos. Los titanes en rebeldía son una alegoría de la brutalidad de las pasiones que luchan contra las potencias superiores del hombre. La alegoría de la lucha de lo monstruoso contra lo racional y su derrota final tras el combate. Ambas secciones están enlazadas claramente dando la idea de un emblema moral, es como decir:

"Obra conforme a la Naturaleza y a la Razón si deseas ser libre, pero debes ayudarte del Buen Consejo que que proporciona el Tiempo, que trae al mundo en su rápido paso el olvido y la esperanza"

El tercer enigma de la serie del antepecho está fuertemente relacionado con el séptimo en su temática.

## Cuarto emblema

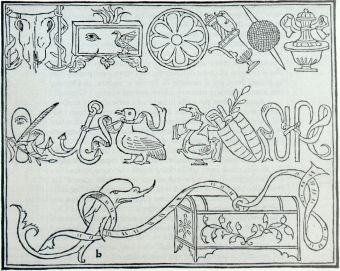
Jeroglíficos del Poliphili Hypnerotomachia que inspiraron al autor de los enigmas salmantinos, este inspiró al cuarto de la serie.

Este cuarto enigma se presenta al espectador como un bloque único, sin estructura en dos secciones como los anteriores. Se trata del jeroglífico de carácter más egipcio de los otros siete. Se trata de una composición ideográfica. Cada imagen en este enigma viene a identificar un concepto. Su composición es tomada íntegramente del Hypnerotomachia. Posee una inscripción latina dividida en dos partes (una banda horizontal superior e inferior) y que se muestra en aparente desorden de palabras, o por lo menos sin separación aparente entre ellas. La composición desordenada de palabras se sabe hoy en día que no es un descuido de los canteros, sino una forma renacentista de presentar el enigma. El emblema de Colona, que inspira al cuarto emblema del antepecho de Salamanca, reza: 

EX LABORE DEO NATVRAE SACRIFICA LIBERALITER, PAVLATIM REDVCES ANIMVN DEO SVBJECTVM, FIRMAM CVSTODIAM VITAE TUAE MISERICORDITER GVBERNANDO, TENEBIT INCOLUMNIQUE SERVABIT

La frase latina se traduce al castellano como:

Haz generosos sacrificios a Dios mediante el trabajo de la Naturaleza (o de los dones que concede la Naturaleza). Poco a poco irás poniendo de acuerdo tu ánimo con Dios. El, gobernándola misericordiosamente  de acuerdo con tu ánimo con Dios.

La ordenación de los signos es diferente en el enigma salmantino.

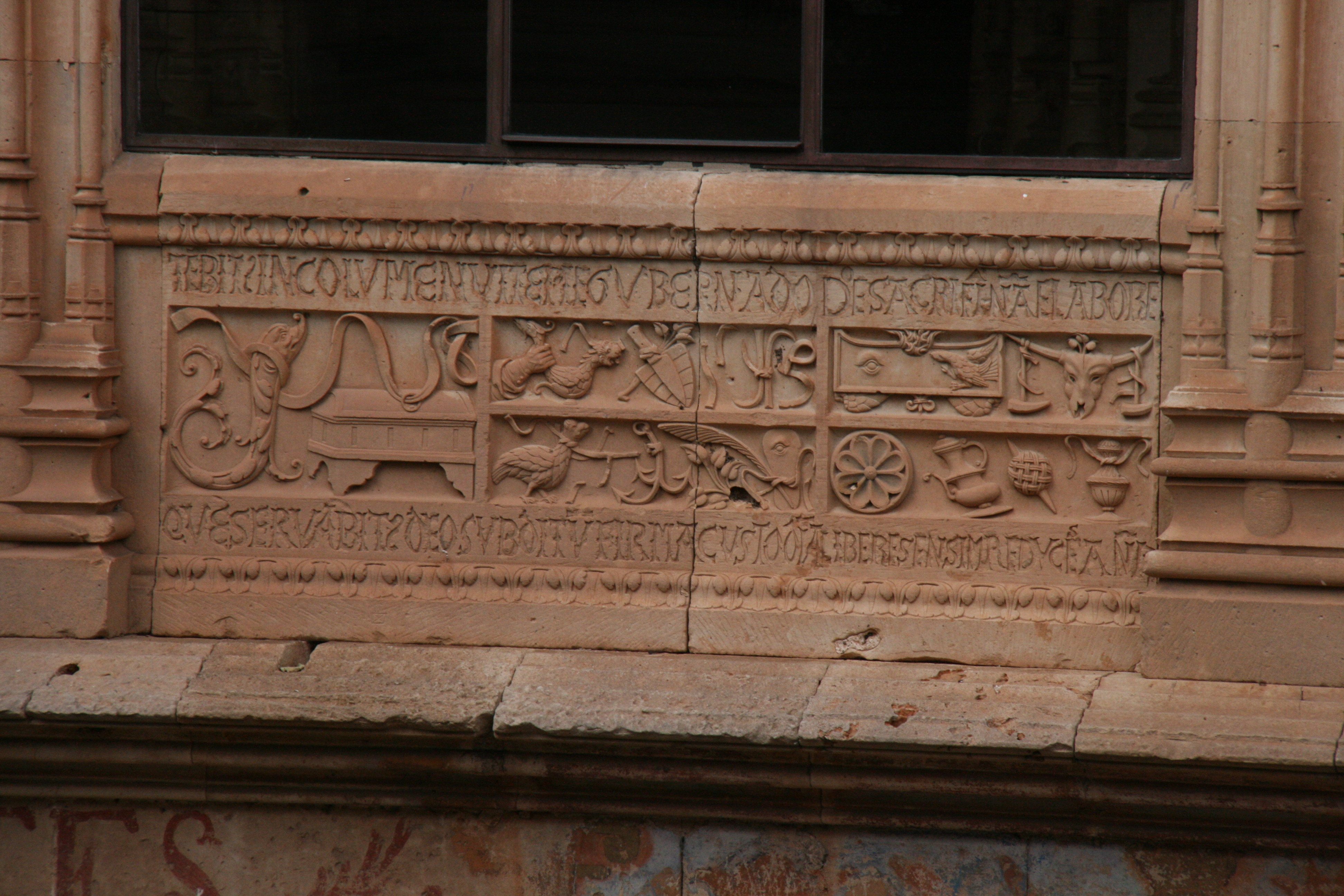
Cuarto Emblema

Los objetos poseen un cierto paralelismo fijado ya por algunos autores:
Ex labore es el bucráneo, Deo el ojo, Naturae el pájaro, Sacrifica el altar, Liberliter el plato y vaso, Paulatim el ovillo, Reduces el aguamanil, animum el vaso, subiectum la suela, firmam el áncora, custodiam la oca, vitae la lucerna, tuae la mano, misericordia el olivo, gubernando el timón, tenebit el gancho, incolumem el delfín, que las cintas, servavit el cofre

## Quinto emblema

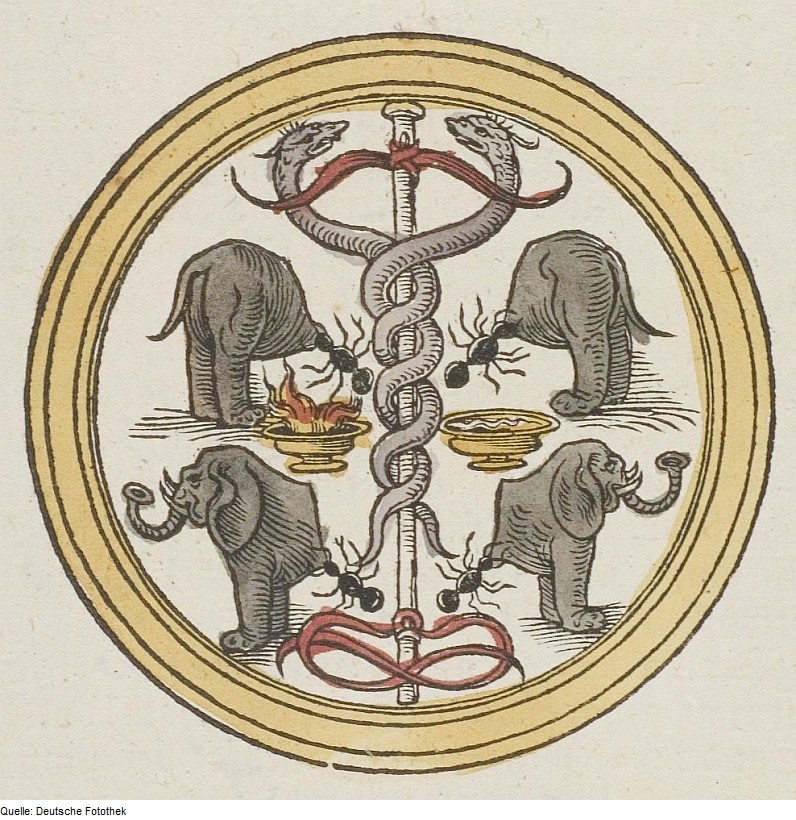
Original que inspiró la idea de concordia.

El quinto emblema salmantino tiene la estructura doble de los anteriores y sus secciones se componen de dos medallones circulares (con forma de plato). Ambos sepaarados por un obelisco central. Cada uno de los medallones posee en su lateral inscripciones latinas. Ambos igualmente inspirados en la Hypnerotomachia, son descritos inicialmente por Cortés y Sebastián. En el medallón de la izquierda puede leerse

JUSTITIA / RECTA / AMICITIA / GLADIO / EVANGINA/TA ET NV/DA PON/DERATA LIBERALI/TAS REGNV(M)/ MASIME/ DILATAM

El paralelismo entre los ideogramas y la leyenda es: justicia recta es la balanza, amicitia el perro, gladio evanginata et nuda es la espada, ponderata liberalitas es la pátera, regnum es la corona, firmiter las cintas. Cabe destacar que en el libro de la Hypnerotomachia la descripción es ligeramente diferente:

JUSTITIA RECTA AMICITIA ET ODIO EVANGINATA ET NVDA ET PONDERATA LIBERALITAS REGNVM FIRMITER SERVAT

Que se traduce en: La justicia recta, despojada y desnuda de amistad y de odio, y una ponderada liberalidad, conservan el reino firmemente. Esta discrepancia hizo pensar a los estudiosos en posibles errores de los canteros.

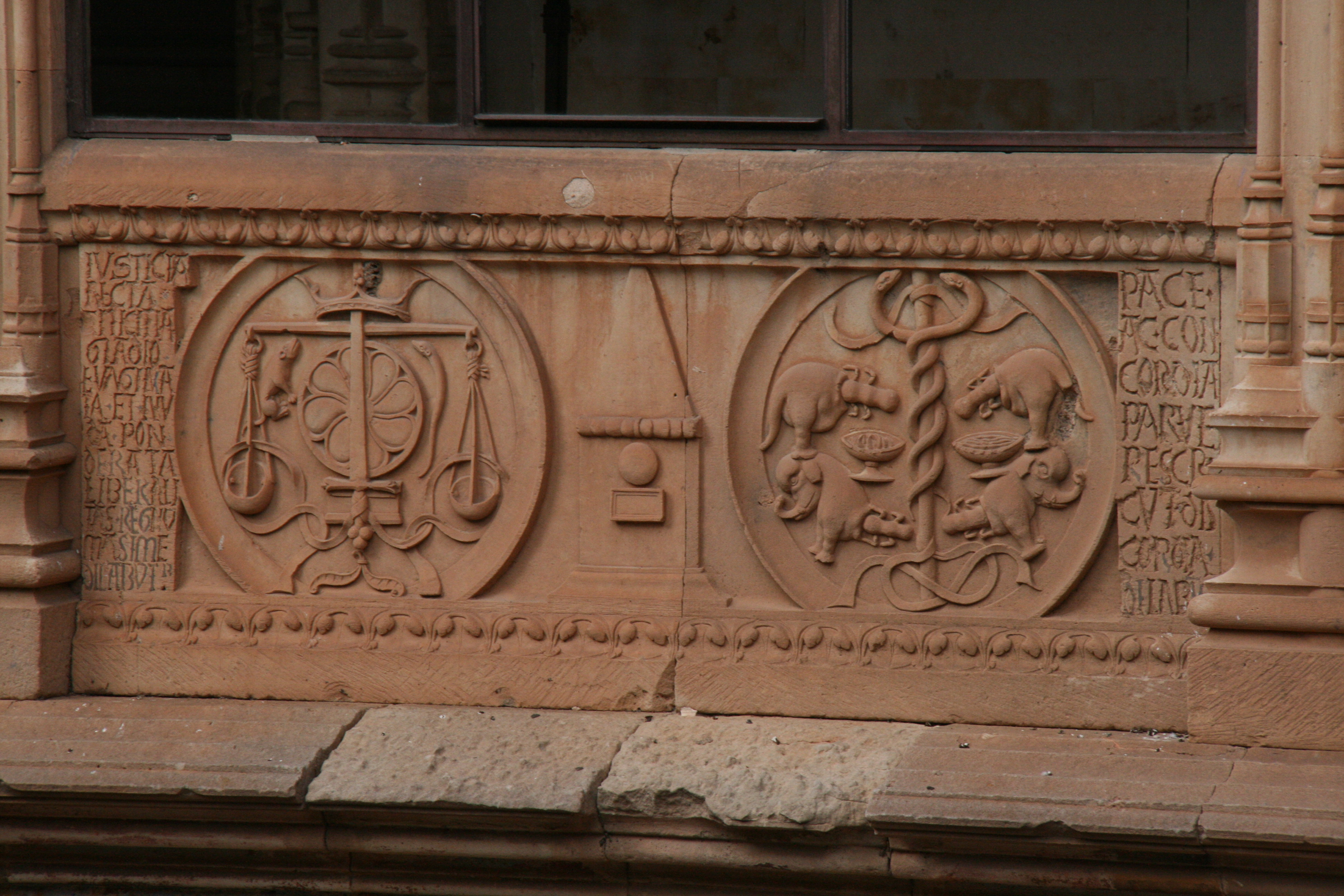
Quinto Emblema

El segundo de los medallones posee la misma estructura con una inscripción latina que reza:

PACE/ AC CON/CORDIA/ PARVE/ RES CRES/CVNT DISCORDIA/ DILABVN(TUR)

Viene a recordar la máxima de Salustio "Concordia parvae res crescunt, discordia maximae dilabuntur" (Que su traducción sería: "en armonía las pequeñas cosas crecen, en discordia las grandes decaen"). La ilustración de elefantes u hormigas la hizo San Jerónimo, tal y como lo indican algunos estudiosos. El autor Pierio Valeriano heredó el jeroglífico en su libro. Se trata de una alusión a la ética nicomáquea de Aristóteles en su relación con la concordia.

## Sexto emblema
Este enigma posee una composición en dos secciones, separados simétricamente por una especie de candelabro ornamental. Se muestran dos anclas que tienen dos delfines estilizados enroscados en sus espigas. En las argollas de las anclas (punto de agarre de las mismas) puede verse amarradas dos maromas. En ambos lados aparecen inscripciones, en el de la izquierda puede leerse en griego clásico:

ΑΕΙ ΣΠΕΥ ΔΕΒΡΑΔΕΟΣ

Que en minúsculas es Ἀεὶ σπεῦδε βραδέως (Siempre apresúrate despacio), y a la derecha una inscripción latina con el mismo significado:

SEMPER FESTINA LENTER

Expresa el mismo concepto y según de Aulo Gelio era el lema favorito del emperador Augusto. De la misma forma lo mencionan otros autores clásicos.

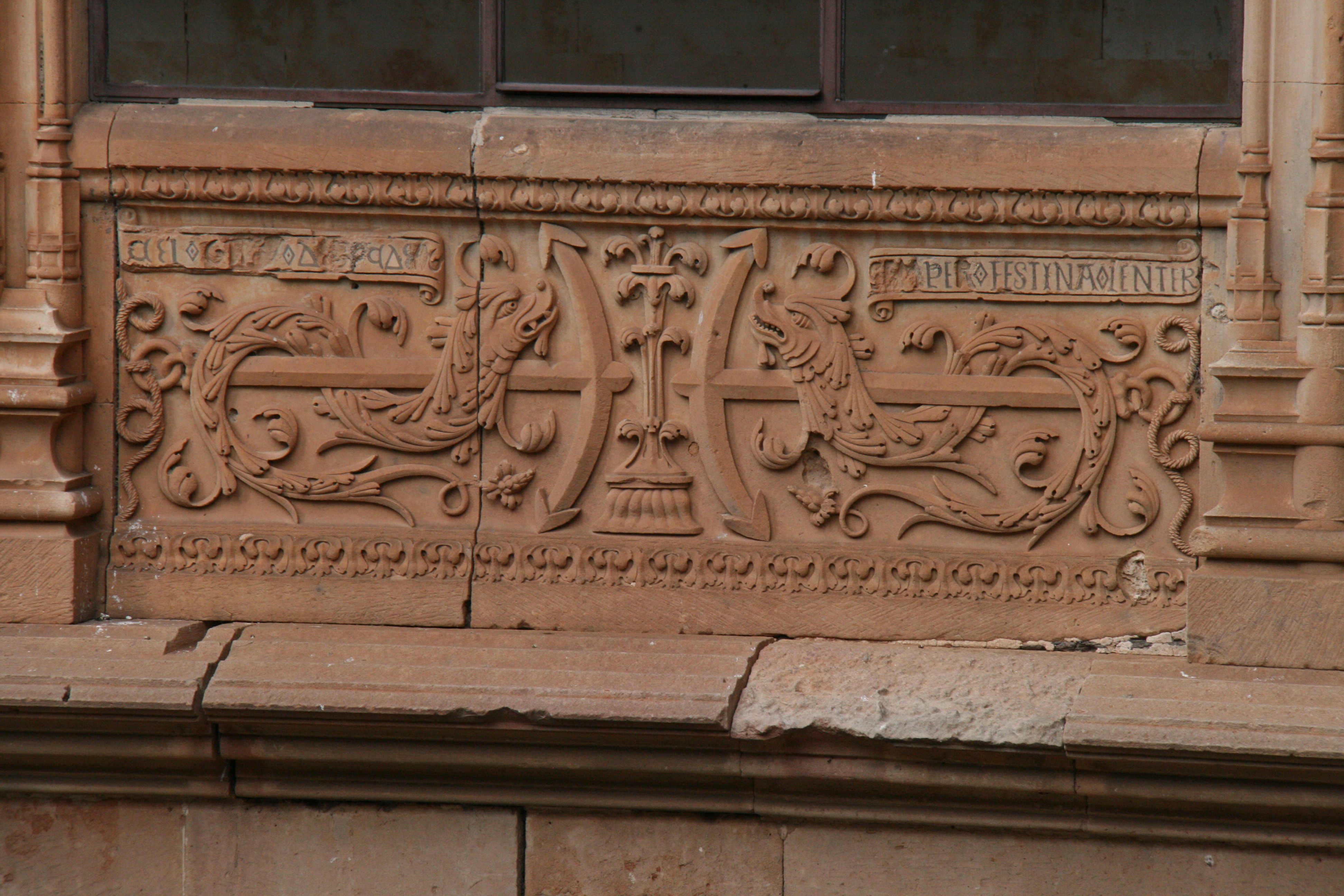
Sexto Emblema

El ancla sobre un delfín es idea de contraposición, de lo lento (ancla) y lo rápido (delfín). Esta imagen ya aparece como ornamento en algunas monedas romanas de tiempos del emperador Tito y Domiciano.

## Séptimo emblema
El último y séptimo enigma es una especie de ocho serpientes entrelazadas simétricamente que se muerden la cola. La estructura del enigma es cíclica. Es una representación alegórica de la serpiente que aparece en la cabeza de Serapis. Su estructura al igual que los demás es de dos secciones. La divisa del enigma se puede leer como:

SIC IN SE SVA PER VESTIGIA VOLVITVR ANNVS

Que significa: Así vuelve el año sobre sus pasos. El profesor Sánchez describe esta leyenda como el verso 401 de las Geórgicas de Virgilio («Atque in se sua per vestigia volvitur annus»). Que significa: El tiempo voluble transcurre ocultamente y pasa inadvertido. 

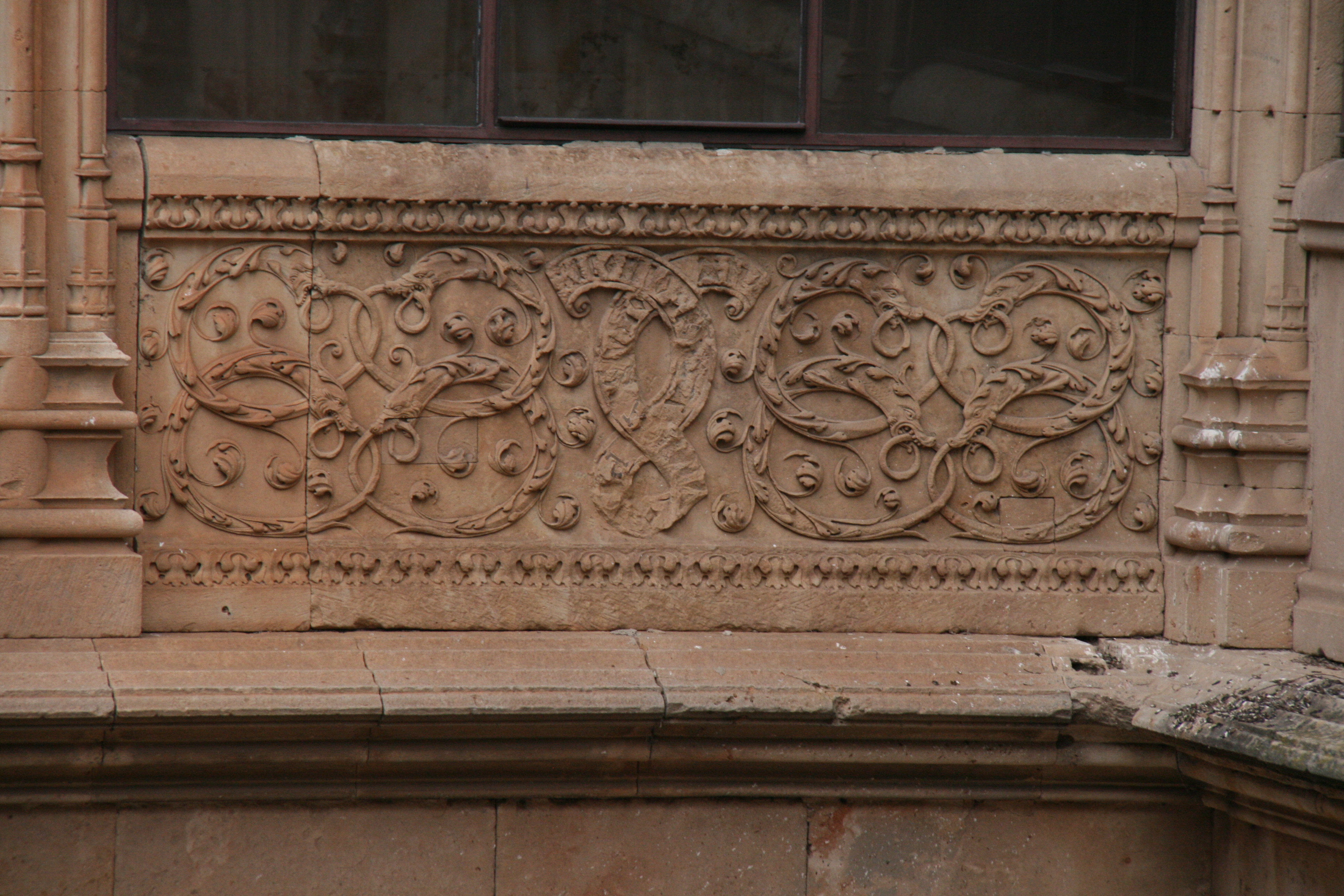
Séptimo Emblema: Así vuelve el año sobre sus pasos

La serpiente de Serapis aparece en la antigüedad en numerosas ocasiones. Esta indicación añadida de una serpiente mordiéndose la cola, ya es descrita por Horapolo que menciona:

De que modo representan el mundo. Cuando quieren representar el mundo pintan una serpiente que se muerde su propia cola, salpicada de diversas escamas: sin duda las escamas representan las estrellas de que está adornado el cielo o mundo, que hacen señales en la oscuridad. (...)

No obstante Pierio Valeriano indica la relación de este símbolo de la serpiente que se muerde la cola con el tiempo. El año se representa como aquella revolución que da el mundo para volver a su mismo punto. 

## Composición
La lectura de los siete emblemas salmantinos es, de acuerdo con algunos autores, una lectura de conjunto: fachada de la Universidad y Escalera. Algunos autores indican la necesidad de ser leídos de derecha a izquierda. La razón alegada es la de que el emblema de las serpientes es el más genérico y de él puden deducirse los demás. 